# Mala Erpenja
Mala Erpenja est un village de la municipalité de Krapinske Toplice (comitat de Krapina-Zagorje) en Croatie. Au recensement de 2011, le village comptait 606 habitants.